# Parkeisenbahn Maltanka
| Kolejka Parkowa Maltanka (Parkeisenbahn Maltanka) | Kolejka Parkowa Maltanka (Parkeisenbahn Maltanka) |
| ------------------------------------------------- | ------------------------------------------------- |
| Am Bahnhof "Maltanka" mit der Wls40-100           |                                                   |
| Streckenlänge:                                    | 3,5 km                                            |
| Spurweite:                                        | 600 mm (Schmalspur)                               |
|                                                   |                                                   |

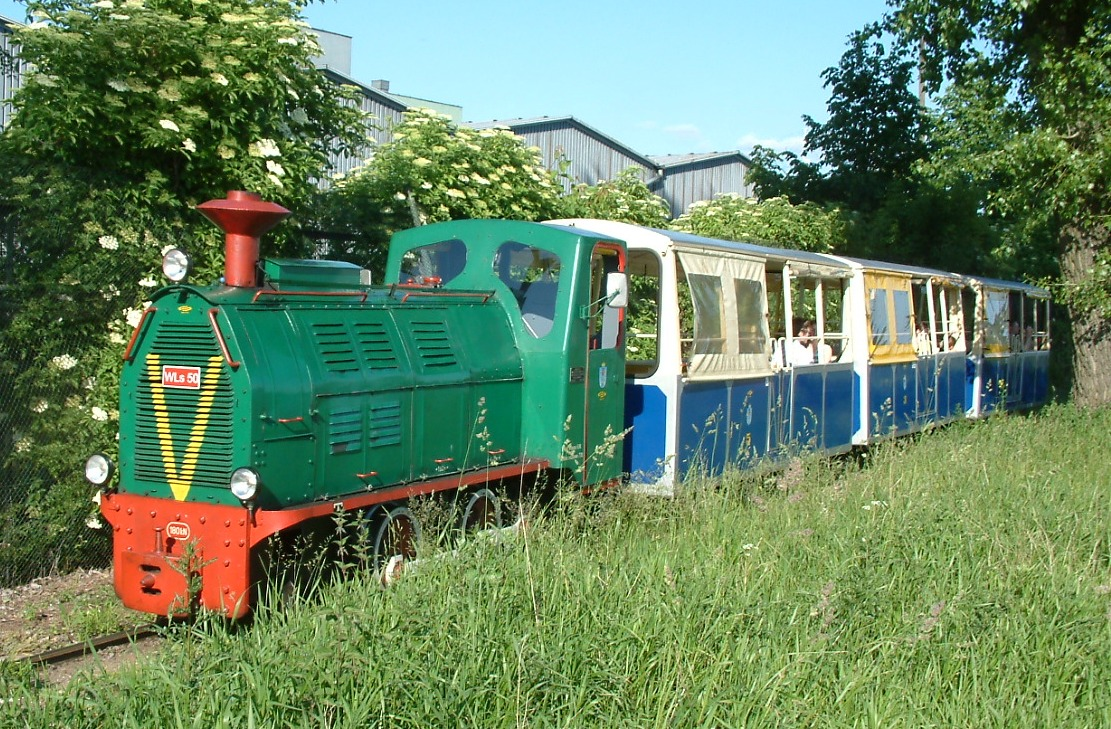
Zug mit der Diesellok Wls50-1563

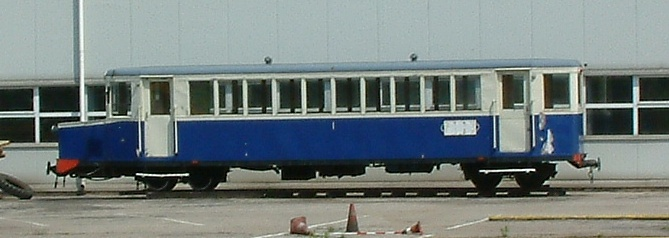
Der Benzintriebwagen MBxc1-41 „Ryjek“ im Straßenbahndepot Forteczna

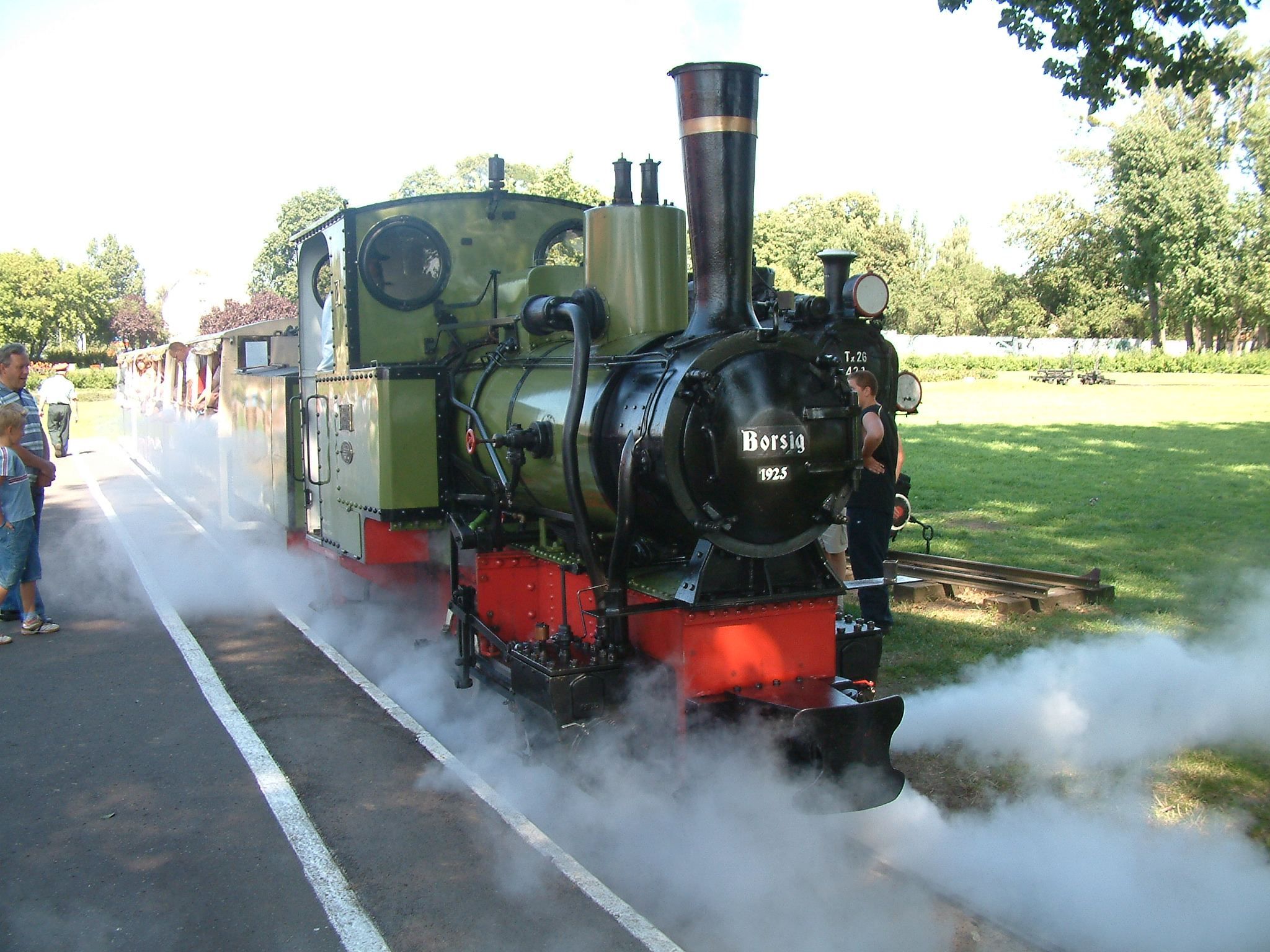
Die Bn2t 11458 "Borsig" am Bahnhof Maltanka

Die Parkeisenbahn Maltanka, oder auch kurz Maltanka ist eine 600-mm-Schmalspurbahn in der polnischen Stadt Poznań. Entstanden ist sie 1956 als Pioniereisenbahn. Sie führt über eine 3,85 km lange Strecke und ist im Besitz der Öffentlichen Transport Gesellschaft Posen (polnisch: Miejskie Przedsiębiorstwo Komunikacyjne w Poznaniu Sp. z o.o.). Die Strecke verbindet Rondo Śródka und Nowe Zoo (Neuer Zoo). Jährlich werden etwa 100.000 bis 130.000 Personen befördert (2019 - 138.122 Personen).

## Geschichte
Die erste 600-mm-Eisenbahn, genannt Harcerska Kolejka Dziecięca (Pfadfindereisenbahn) in Poznań wurde 1956 gebaut und nach einem weit verbreiteten pädagogischen Konzept von der polnischen Pfadfinder-Organisation betrieben: neben wenigen Erwachsenen (Technik, Leitung) sollten die jungen Pioniere/Pfadfinder spielerisch lernen, Verantwortung in einem funktionierenden Verkehrsbetrieb zu übernehmen. Diese zunächst 1,5 km lange Strecke verband die Stationen Ogród Jordanowski und Łęgi Dębińskie. Beim Bau der Hetmańska Straße, die Teil des zweiten äußeren Posener Straßenringes war, entschieden die Verantwortlichen, die Eisenbahn an eine neue Stelle zu verlegen. Die Eisenbahn, die nun nach dem Stadtgebiet Maltanka genannt wurde, wurde am 21. Juli 1972 wiedereröffnet. Seit diesem Zeitpunkt wird sie von der MPK Poznań betrieben. 1998 wurde der Name in Maltańska Kolej Dziecięca (Kindereisenbahn Malta) und 2002 wiederum in den nun bestehenden Namen geändert. Es gibt auch noch eine historische Dampflok aus dem Jahr 1925.

## Haltestellen
| Haltestelle | Koordinaten              | Bemerkungen                                                                 |
| ----------- | ------------------------ | --------------------------------------------------------------------------- |
| Maltanka    | 52,40842° N, 16,95729° O | eingleisiger Endbahnhof innerhalb einer Wendeschleife                       |
| Ptyś        |                          | alt, liquidiert                                                             |
| Ptyś        | 52,40602° N, 16,97515° O | neu, übertragen                                                             |
| Balbinka    | 52,40477° N, 16,97911° O | Zweigleisiger Bahnhof                                                       |
| Przystań    |                          | geplant                                                                     |
| Zwierzyniec | 52,39974° N, 16,99244° O | eingleisiger Endbahnhof innerhalb einer Wendeschleife, Nowe Zoo (Neuer Zoo) |

## Fahrzeuge
- Dampflokomotive Bn2t 11458 „Borsig“, gebaut 1925
- Schmalspurtriebwagen MBxc1-41 „Ryjek“ („Schweinerüssel“), gebaut 1932
- Diesellokomotive WLs40-100, gebaut 1956
- Diesellokomotive WLs40-1225, gebaut 1961
- Diesellokomotive WLs50-1563, gebaut 1964
- Personenwagen Nr. 1, 2, 3, 4 und 5, gebaut 1956
- Personenwagen Nr. 6, 7 und 8, gebaut 1972 (Wagen 6 und 7 wurden 2000 verschrottet.)
- Personenwagen Nr. 6′ und 7′, gebaut 2009